# 保倉村 (新潟県中頸城郡)
保倉村（ほくらむら）は、かつて新潟県中頸城郡にあった村。

## 沿革
- 1889年（明治22年）4月1日 - 町村制の施行により、中頸城郡下長柄村、上米岡新田、榎井新田、田屋新田、上長柄村、下吉野村、上吉野村、上吉野新田、福岡新田、岡崎新田、田沢新田、梅田新田、青野村、長岡新田、小泉村、下百々村、長岡村、駒林村、五野井村及び石川村の区域をもって、中頸城郡保倉村が発足する。
- 1954年（昭和29年）6月1日 - 中頸城郡直江津町に編入する。同日、中頸城郡直江津町は市制施行して、直江津市となる。